# Приднестровский государственный цирк
Приднестро́вский госуда́рственный цирк расположен в Тирасполе на улице 25 октября, 96, входит в состав ГУ ГКЦ «Дворец Республики».

## История
19 марта 1993 постановлением Правительства Приднестровской Молдавской Республики на базе народного цирка "Юность", базирующегося в МУ "Дворец культуры им. П. Ткаченко" г. Бендеры был основан Приднестровский государственный цирк. В начале коллектив цирка составлял 72 человека, затем 35,  Основателем , директором и художественным руководителем был —  Головачев Владимир Данилович, главным режиссером - Долгодворов Вячеслав Геннадьевич, главным балетмейстером - Долгодворова Оксана Юрьевна.  С 2007 года по настоящее время художественным руководителем является Заслуженный артист ПМР — Николай Загоруйко.
В программе цирка представлены акробатические номера, разнообразная эквилибристика, пластика, игра с хула-хупами, оригинальные виды жонглирования, в том числе силовое, воздушная гимнастика, Кор-де-парель, кольцо, сетка, иллюзионизм, дрессированные животные, весёлые клоунские репризы.
За 20 лет государственный цирк показал две тысячи номеров. Цирк регулярно гастролирует по городам и районам Приднестровья, а в 2008 году посетил с гастрольной программой Республику Южная Осетия.

## Постановки
- «Моя сцена»[3]
- «Вечера на хуторе близ..»[8]
- «Приключения в замке OZ»[8]
- «Новогодние приключения клоуна Колюни»[8]
- «Все краски лета»[9]